# マツダ本社工場
マツダ本社工場（マツダほんしゃこうじょう）は、広島県安芸郡府中町に所在するマツダの本社併設の自動車製造工場。マツダ広島工場（マツダひろしまこうじょう）とも称される。府中町新地と広島市南区小磯町に跨がる本社地区と、広島市南区仁保沖町及び南区宇品東に所在する宇品地区（宇品工場）に分けられるが、対外的な所在地は府中町新地としている。1982年に防府工場が開設されるまで、マツダとしては日本国内唯一の自動車組立工場であった。
本社工場全体での敷地面積は223万平方メートルに及ぶ。

## 本社地区

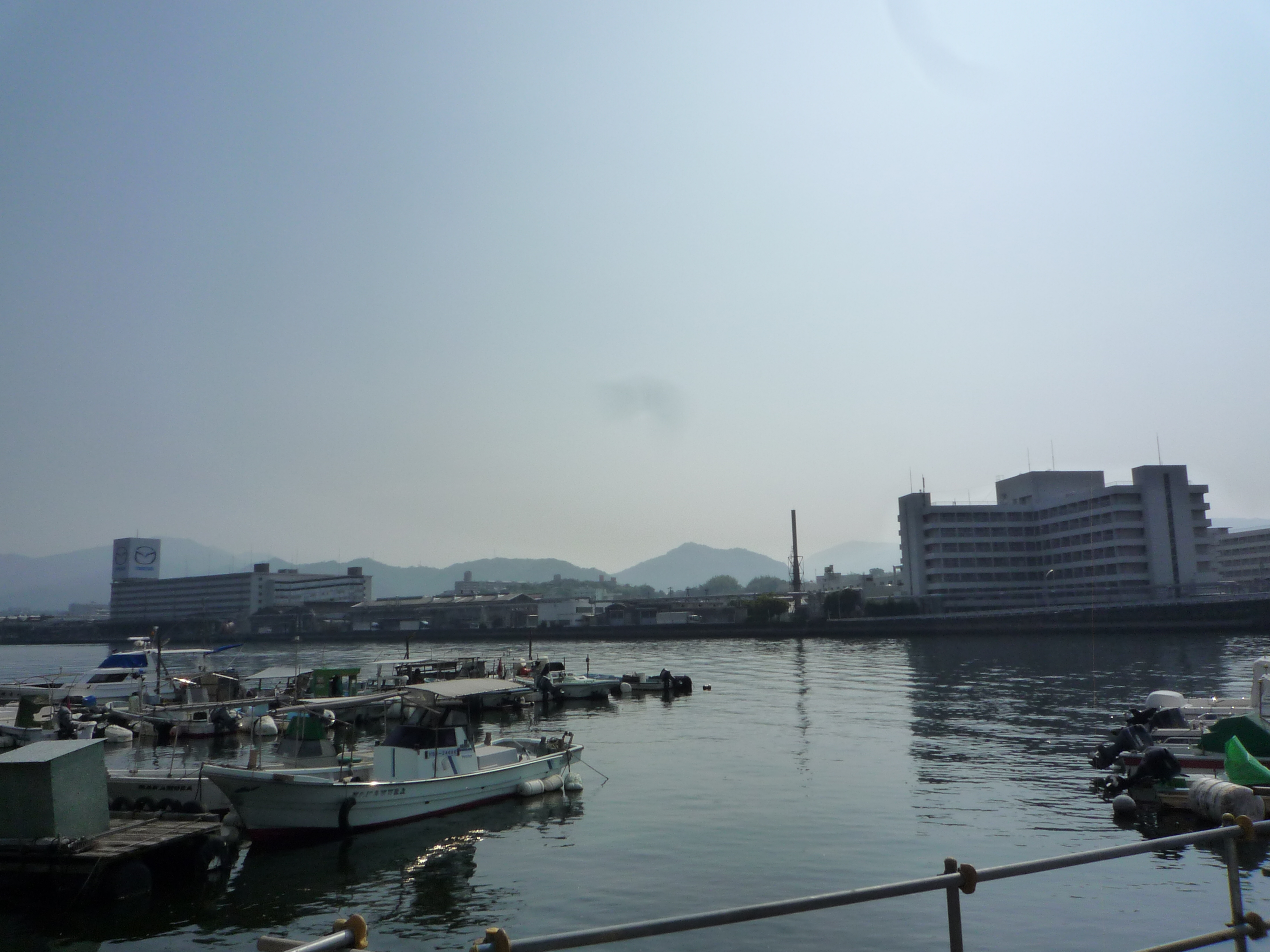
猿猴川対岸から臨む本社地区

1931年3月創業。猿猴川左岸に沿って南に敷地が広がり、主たる拠点は広島市側にある。かつては猿候川対岸の南区仁保に渕崎地区（渕崎工場）が所在したが、現在はマツダE&Tの本社工場となっている。
2004年の宇品第2工場の操業再開時に車両組み立て工場としての稼働を終了させており、現在はレシプロエンジン、ディーゼルエンジンとマニュアルトランスミッションの生産拠点として機能している。施設の広さは55.1ヘクタール (136エーカー)。

## 宇品地区
本社地区の南西、猿猴川を挟んだ対岸の広島湾（安芸灘）に面した南区仁保沖町及び南区宇品東にあり、本社地区とは私道の東洋大橋で結ばれている。仁保沖町は第二次世界大戦後の埋立で造成された土地で、町域のほぼ全部がマツダの敷地となっている。
宇品工場内にマツダの企業博物館（マツダミュージアム）があり、マツダの歴史と共に、過去の名車と現在および将来のモデルを展示している。来場者は本社地区から専用バスで移動するか、団体バスに限り関係者専用の東正門から入場できる。
2箇所の主要工場がある。工場敷地内を広島高速3号線が通過する。

### 宇品第1工場
通称「U1」。1966年11月から自動車組立工場として操業を開始した。

### 宇品第2工場
通称「U2」。1964年12月にエンジン工場として操業を開始。1972年12月に自動車組立工場として操業を開始した。
欧州での車両生産開始に伴い、工場稼働率の集約化を図るために2001年9月14日付けで一旦閉鎖、生産体制強化に伴い2004年5月26日付けで操業を再開した。

## 現在の生産車種
宇品第1工場
- ロードスター/MX-5/ミアータ（1989年～）
- CX-9 (輸出) (2006–現在)
- CX-5 (2012–現在)
- CX-3 (2016–現在)
- フィアット・124スパイダー(2016–現在)
- アバルト・124スパイダー(2017–現在)
- CX-30 (2019–現在)

宇品第2工場
- CX-5 (2012–現在)
- CX-8 (2017–現在)

## 過去の生産車種
- マツダ号（英語版）（1931年）
- K360 (1959–1969)
- R360 (1960–1966)
- ポーター(1961–1968)
- プロシード/Bシリーズ(1961–2006)
- キャロル/P360 (1962–1964)
- ファミリア/GLC/323 （1963～1982）
- ルーチェ/929 (1966–1990)
- ボンゴ/Eシリーズ(1966–2018)
- カペラ/626/モントローズ(1970–1982)
- タイタン(1971–2000)
- パークウェイ（1972年～1997年）
- シャンテ(1972–1976)
- RX-7 (1978–2002)
- MPV/Mazda8 (1989–2016)
- センティア/929 (1991～1998)
- デミオ/Mazda2 (1996–2014)
- プレマシー/Mazda5 (1999–2017)
- RX-8 (2003–2012)
- CX-7 (2006–2012)
- ビアンテ(2008–2017)

### 注記
1. ↑  猿猴川と府中大川の合流点付近の南区大州にも本社エリア（大洲地区）があるが、ここはオフィスエリアになっている